# Aurélie Dupontová
Aurélie Dupontová (* 15. ledna 1973 Paříž) je bývalá francouzská baletka, od roku 1989 do roku 2015 členka baletního souboru Pařížské opery. Od roku 2016 je jeho uměleckou ředitelkou.

## Kariéra
Uměleckou dráhu zahájila v deseti letech, když v roce 1983 nastoupila ke studiu baletu na pařížské L’Ecole de Danse de l’Opéra de Paris poté, co se rozhodla opustit hru na klavír.
Do mediálního povědomí vstoupila roku 1998 nastudováním role Kitri v obnovené Nurejevově produkci Dona Quijota na domovské scéně. Po repríze z 31. prosince 1998 získala titul „étoile“ a stala se primabalerínou.
V březnu 2002 tančila spolu s Andrianem Fadějevem v petrohradském Mariinském divadle, představení Romea a Julie.
Kariéru formálně ukončila 18. května 2015 po vystoupení v titulní roli v baletu Manon v choreografii Kennetha MacMillana.
V únoru 2016 podepsala smlouvu jako ředitelka baletu Pařížské opery s nástupem k 1. srpnu 2016. Nahradila tak ve funkci Benjamina Millepieda.

## Repertoár
Výběr repertoáru:
- Don Quijote
- La Bayadère
- Sylvia
- Giselle
- Labutí jezero
- Romeo a Julie
- Spící krasavice (Šípková Růženka)
- Raymonda
- Les Sylphides
- La Sylphide
- Čtyři temperamenty
- Manon

## Ocenění
- 1992 – vítězka Mezinárodní baletní soutěže ve Varně (juniorská kategorie)
- 1993 – vítězka francouzské Prix du Cercle Carpeaux
- 1994 – vítězka A.R.O.P. (Association pour le rayonnement de l'Opéra de Paris)
- 2002 – Cena Benois de la danse